# André Ceccato
André Luiz Ceccato (São Paulo, 11 de fevereiro de 1960 — São Paulo, 26 de julho de 2021) foi um ator brasileiro, formado na turma de 1984 da EAD-USP. Indicado e ganhador de diversos prêmios, dentre os quais o mais recente Festival Internacional de Cinema ArtDeco, 2013. Seu papel mais famoso foi o de Barba, no longa-metragem Carandiru.

## Filmografia

### Filmes
| Ano  | Título                          | Personagem           | Notas          | Ref.   |
| ---- | ------------------------------- | -------------------- | -------------- | ------ |
| 1987 | O País dos Tenentes             | Otávio Correa        |                | [ 2 ]  |
| 1989 | Kuarup                          | Vilaverde            |                | [ 3 ]  |
| 1994 | O Efeito Ilha                   | Caipira              |                | [ 4 ]  |
| 2000 | Bicho de Sete Cabeças           | Interno (hospital 2) |                | [ 5 ]  |
| 2003 | Carandiru                       | Barba                |                | [ 6 ]  |
| 2004 | Balaio                          | Jesus                | Curta-metragem | [ 7 ]  |
| 2005 | Tapete Vermelho                 | Gumercindo           |                | [ 8 ]  |
| 2006 | Journey to the End of the Night |                      |                |        |
| 2007 | Onde Andará Dulce Veiga?        | Claquetista          |                | [ 9 ]  |
| 2009 | O Nome do Gato                  |                      | Curta-metragem | [ 10 ] |
| 2009 | Nova Bandeira para a Nação      | Faxineiro            | Curta-metragem | [ 11 ] |
| 2010 | Ninjas                          |                      | Curta-metragem | [ 12 ] |
| 2010 | Rua Mão Única                   |                      | Curta-metragem | [ 13 ] |
| 2011 | Ivan                            | Ivan                 | Curta-metragem | [ 14 ] |
| 2013 | Estrela Radiante                | Titão                | Curta-metragem | [ 15 ] |
| 2014 | 20 Anos, Orquídea               | Umberto              | Curta-metragem | [ 16 ] |
| 2021 | O Palhaço, Deserto              | Pradinho             |                |        |

### Televisão
| Ano  | Título                      | Personagem     | Notas                   | Ref.   |
| ---- | --------------------------- | -------------- | ----------------------- | ------ |
| 1989 | O Salvador da Pátria        | Tipo estranho  |                         | [ 17 ] |
| 2005 | Carandiru, Outras Histórias | Barba          |                         | [ 18 ] |
| 2010 | Força-Tarefa                | Falso policial | Episódio: "Perda Total" | [ 19 ] |
| 2011 | A Cura                      | Silas          |                         | [ 20 ] |

## Teatro
- Tarde de Palhaçadas - Tonelada[21]
- Getsemani - Cemitério dos Automóveis
- Leila Baby - Gira Teatro
- O Caso Romeu e Julieta - Criando e Causando